# Giuseppe Racchelli
Giuseppe Racchelli (* 1. Januar 1916 in Pallanza; † 26. Dezember 1993 in Feriolo, Baveno) war ein italienischer Maler und Hotelier.

## Werdegang
In jungen Jahren besuchte er die Designschule des Malers Giuseppe Onedi. Später war er Schüler des Bildhauers Prinz Paul Troubetzky, des Franzosen Max Dissar und von Renato Guttuso, mit dem er eine lebenslange Freundschaft pflegte. Werke von Giuseppe Racchelli befinden sich in Privatsammlungen in Paris, Frankfurt, Köln, Düsseldorf, Wien, sowie in den Ländern Belgien, den Niederlanden, der Schweiz und in den USA. Er war Mitglied der Accademia Tiberna in Rom, dem Institut für Hochschulbildung und Universitätskultur und seit 1975 Mitglied der Accademia Italia unter dem Vorsitz des Kunstkritikers Nicolò Panepinto. Giuseppe Racchelli war verheiratet mit Cleope Racchelli. Das Paar hatte Vater vier  Kindern.

## Ausstellungen
- 1973: Mailand, Erster Preis „Palette d’Oro“ Galleria Marcona
- 1973: Parabiago, Parabiago-Preis, Goldmedaille
- 1973: Vemercate, Internationaler Malpreis „City of Vimercate“
- 1973: Legnano, Concorso S. Teresa di Legnano
- 1973: Cadorago: 6. Malpreis, Silbermedaille
- 1974: Domodossola, Gemeinschaftsausstellung zum 100. Geburtstag von Rosminiano
- 1974: Madonna di Boleto, Coppa della Provincia
- 1974: Novara, Gruppenausstellung in der Galerie S. Stefano
- 1975: Lesa, Lesa-Preis für figurative Malerei, Silbermedaille
- 1975: Mailand, Erster Oscar Marconiano d’Oro
- 1976: Ischia, Cantuccio, Einzelausstellung
- 1976: Venedig, Internationale Akademie San Marco, Leon d’Oro Cup
- 1978: Ischia, Jolly Hotel, Einzelausstellung
- 1980: Chamonix, Casino Chamonix, Silberner Oscar
- 1980: Castellanza, Antenna Tre
- 1981: Castellanza, Antenna Tre
- 1982: Paris, Gran Salone d’Autunno
- 1982: Rom, Marco Aurelio
- 1983: Novara, Galerie La Sfinge
- 1984: Baveno, Hotel Carillon, Einzelausstellung
- 1984: Verbania, Demobell Art Studio, Gemeinschaftsausstellung
- 1984: Novara, Galerie La Sfinge
- 1987: Florenz, Historic Center Gallery
- 1988: Verbania-Pallanza, Madonna di Dampagna
- 1988: Baveno, Salone delle Arti, Einzelausstellung
- 1989: Novara, Galerie La Sfinge
- 1990: Novara, Galerie La Sfinge
- 1990: Novara, Broletto, Gruppenausstellung
- 1990: Novara, Studio Rodari Gallery, Einzelausstellung
- 1993: Verbania, Jolly Hotel, Einzelausstellung
- 1994: Ischia, Jolly Hotel, Einzelausstellung
- 1995: Ischia, Jolly Hotel, Einzelausstellung
- 1995: New York, Jolly Madison Tower, Einzelausstellung
- 1996: New York, Artexpo Convention Center, Einzelausstellung
- 1996: Verona, International Malmesse
- 1997: Baveno, Rathaus, Einzelausstellung
- 1997: Mailand, Galerie Modigliani, Einzelausstellung

## Ehrungen
- 1973: Ritter der Republik, verliehen am 2. Juni 1973
- 1982: Zum Ritter geschlagen vom Präsidenten Sandro Pertini am 27. Dezember 1982
- 1996: Commendatore Ordine al Merito della Repubblica Italiana durch Präsident Oscar Luigi Scalfaro am 20. März 1996[2]